# السلطة الوطنية الفلسطينية
السلطة الوطنية الفلسطينية هي هيئة الحكم الذاتي المؤقتة التي تم تأسيسها في عام 1994 عقب اتفاق غزة - أريحا لحكم قطاع غزة والمناطق A و B في الضفة الغربية، كنتيجة لاتفاق أوسلو لعام 1993. بعد انتخابات عام 2006 وما تلاها من نزاع في غزة بين حركتي فتح وحماس، انحصرت سلطتها فقط في المناطق «أ» و «ب» من الضفة الغربية. منذ يناير 2013، تستخدم السلطة الفلسطينية التي تسيطر عليها فتح اسم «دولة فلسطين» في الوثائق الرسمية.
تشكلت السلطة الفلسطينية في عام 1994، بموجب إتفاقات أوسلو بين منظمة التحرير الفلسطينية (PLO) وحكومة إسرائيل، كهيئة مؤقتة مدتها خمس سنوات. ثم كان من المفترض إجراء مزيد من المفاوضات بين الطرفين فيما يتعلق بالوضع النهائي. وفقًا لاتفاقيات أوسلو، تم تعيين السلطة الفلسطينية لتكون لها سيطرة حصرية على كل من القضايا الأمنية والمدنية في المناطق الحضرية الفلسطينية (المشار إليها باسم «المنطقة أ») والسيطرة المدنية فقط على المناطق الريفية الفلسطينية («المنطقة ب»). كانت بقية الأراضي، بما فيها المستوطنات الإسرائيلية ومنطقة وادي الأردن والطرق الإلتفافية بين المجتمعات الفلسطينية، تحت سيطرة إسرائيل («المنطقة ج»). تم إستبعاد القدس الشرقية من الإتفاقات. أسفرت المفاوضات مع العديد من الحكومات الإسرائيلية عن سيطرة السلطة على بعض المناطق، لكن السيطرة فقدت بعد ذلك في بعض المناطق عندما استعاد الجيش الإسرائيلي عدة مواقع استراتيجية خلال الانتفاضة الثانية («الأقصى»). في عام 2005، بعد الانتفاضة الثانية، انسحبت إسرائيل من جانب واحد من مستوطناتها في قطاع غزة، وبذلك وسعت سيطرة السلطة الفلسطينية لتشمل القطاع بأكمله بينما استمرت إسرائيل في السيطرة على نقاط العبور والمجال الجوي والمياه قبالة ساحل قطاع غزة.
في الانتخابات التشريعية الفلسطينية في 25 كانون الثاني (يناير) 2006، خرجت حماس منتصرة ورشحت إسماعيل هنية رئيساً للوزراء في السلطة. ومع ذلك، فإن الوحدة الوطنية الحكومة الفلسطينية انهارت بشكل فعال، عندما اندلع صراع عنيف بين حماس وفتح، لا سيما في قطاع غزة. بعد أن استولت حماس على قطاع غزة في 14 يونيو 2007، قام رئيس السلطة محمود عباس بفصل حكومة الوحدة التي تقودها حماس وعيّن سلام فياض رئيساً للوزراء، وعزل هنية. لم تعترف حماس بهذه الخطوة، مما أدى إلى إدارتين منفصلتين - السلطة الفلسطينية بقيادة فتح في الضفة الغربية وحكومة حماس المنافسة في قطاع غزة. حققت عملية المصالحة لتوحيد الحكومات الفلسطينية بعض التقدم على مر السنين، لكنها فشلت في تحقيق إعادة توحيد.
تلقت السلطة الفلسطينية مساعدة مالية من الاتحاد الأوروبي والولايات المتحدة (حوالي مليار دولار أمريكي مجتمعة في عام 2005). تم تعليق كل المساعدات المباشرة في 7 أبريل 2006، نتيجة لانتصار حماس في الإنتخابات البرلمانية. بعد ذلك بوقت قصير، استؤنفت مدفوعات المعونة، لكن تم توجيهها مباشرة إلى مكاتب محمود عباس في الضفة الغربية. منذ 9 كانون الثاني (يناير) 2009، عندما كان من المفترض أن تنتهي ولاية محمود عباس كرئيس، وكان من المفترض أن يتم إجراء الانتخابات، سحب مؤيدو حماس والكثير في قطاع غزة الاعتراف برئاستهم، وبدلاً من ذلك اعتبروا عزيز دويك، رئيس المجلس الفلسطيني. المجلس التشريعي، ليكون الرئيس بالنيابة حتى يمكن إجراء انتخابات جديدة.
في نوفمبر 2012، صوّتت الأمم المتحدة للإعتراف بدولة فلسطين كدولة مراقبة غير عضو في الأمم المتحدة.
على الرغم من أن الفلسطينيين يطالبون بالقدس الشرقية كعاصمة لدولتهم المرجوّة، إلا أن مكاتب ووزارات السلطة الفلسطينية تقع في رام الله، التي تعتبر حاليا عاصمة إدارية مؤقتة. كما يوجد للسلطة مكاتب في مدينة غزة باعتبارها أكبر مدن الضفة الغربية وقطاع غزة مساحة وسكانا.
يشار بالذكر إلى أن قيادة السلطة تاريخيا - كقيادة منظمة التحرير، هي بيد فصيل فلسطيني واحد هو حركة فتح، والذي يسيطر على جميع أجهزتها بما فيها الأمنية. لكن الوضع قد تغير بعد الانتخابات التشريعية عام 2005 وفوز حركة حماس، حيث أصبحت السلطة بيد فصيلين منقسمين أحدهم في الضفة والآخر في القطاع فيما عرف بالإنقسام الفلسطيني، ونتج عن ذلك تشكيل حكومتين فلسطينيتين. إلا أن هناك مشاركة رمزية من بعض الفصائل الفلسطينية في هذه الحكومات، وحكومات سابقة أخرى.
يرأس السلطة حاليا محمود عباس منذ وفاة مؤسسها ياسر عرفات عام 2004. وهو في ذات الوقت، يشغل منصب رئيس اللجنة التنفيذية في منظمة التحرير الفلسطينية، المؤسسة عام 1964.

## مناطق السلطة

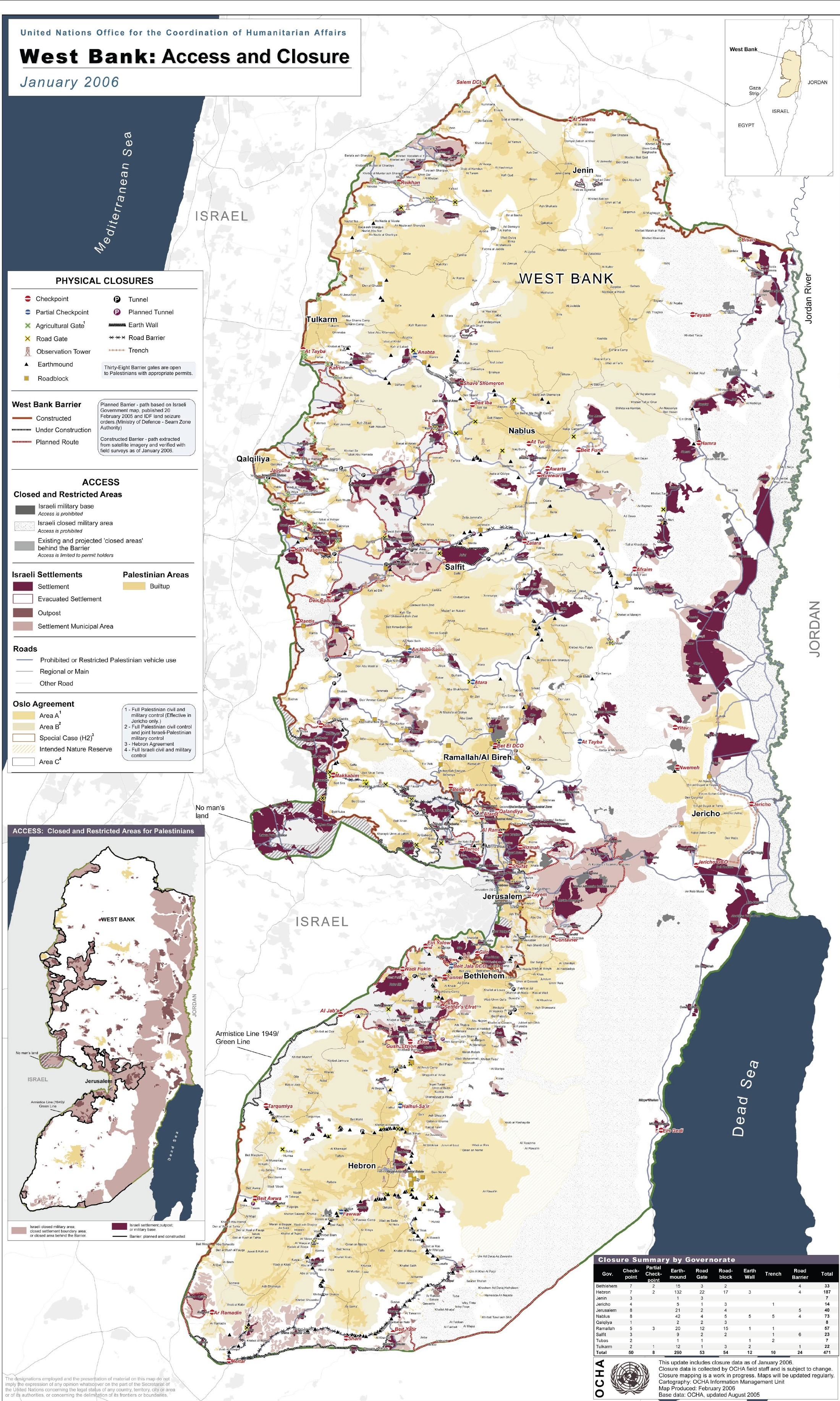
مناطق السلطة الفلسطينية في الضفة الغربية حسب اتفاق أوسلو، حيث يشير اللون الأصفر الغامق (أ) للمناطق ذات السيادة الفلسطينية التامة، بينما اللون الأصفر الفاتح (ب) فهي مناطق ذات سيطرة فلسطينية - إسرائيلية مشتركة، اما اللون الأبيض (ج) فهي مناطق تحت السيطرة الإسرائيلية الأمنية المباشرة. اللون البني يبين التجمعات الاستيطانية الإسرائيلية منذ حرب 1967. بالنسبة لقطاع غزة فهو تحت السيطرة الفلسطينية الكاملة حاليا - بعد انسحاب إسرائيل منه عام 2005 وإخلاء مستوطناتها منه.

قبل الإعلان عن اتفاق أوسلو الذي وقعته منظمة التحرير الفلسطينية وإسرائيل عام 1993، أعلنت الحكومة الإسرائيلية عن طرح مخططات هيكلية لجميع المدن والبلدات والقرى الفلسطينية في الضفة الغربية والتي من خلالها تم تحديد وبشكل أحادي الجانب حدود المناطق العمرانية في كل من تلك التجمعات الفلسطينية على أساس الاحتياجات الإسرائيلية والمخططات المستقبلية في تلك المناطق
جاء هذا استباقا للتصنيفات التي وردت لاحقا في اتفاقية «أوسلو» الثانية الموقعة عام 1995 والتي قضت بتقسيم الضفة الغربية إلى ثلاثة أقسام، والبالغة نحو 5,760 كلم مربع، من أصل 27,000 كلم مربع - هي مساحة فلسطين التاريخية، لكل منها ترتيبات وسلطات أمنية وإدارية مختلفة، كالتالي:
- مناطق (أ)

وتضم كافة المراكز السكانية الرئيسية وتخضع لسيطرة فلسطينية أمنيا وإداريا كاملة وتبلغ مساحتها نحو 18% من مساحة الضفة الغربية البالغة نحو 5,802 كلم مربع.
- مناطق (ب)

تشكل القرى والبلدات الملاصقة للمدن وتخضع لسيطرة مدنية فلسطينية وأمنية إسرائيلية 21% من مساحة الضفة وهذا لا يعطي السلطة الحق بممارسة مهامها بالشكل الطبيعي في تلك المناطق مما أدى إلى خلل في تكامل بناء السلطة وتقسيم المناطق إلى فئات وعزلها في كانتونات تغلق وتفتح حسب الحالة الأمنية أو المزاج الإسرائيلي وتعتبر هذه المناطق خاضعة لشرطة الفلسطينية المدنية وقبل تحويلها إلى مناطق «ج» تحول إلى مناطق «ب+ أ» تكون خاضعة للشرطة المدنية مع وجود سلاح متفق عليه مسبقا.
- مناطق (ج)

وهي المناطق الوحيدة المتلاصقة وغير المتقطعة في الضفة الغربية، وتقع تحت السيطرة الإسرائيلية الكاملة أمنيا وإداريا وتشكل نحو 61% من مساحة الضفة الغربية.
يتم التعامل بقوانين إسرائيلية وفلسطينية مما خلق تناقض بالقوانين في داخل الثلاث مناطق وحسب فرض النظام والقانون تكون أيضا السلطة في مناطق «ب» عاجزة على تأدية مهامها وإسرائيل تتعامل في داخل هذه المناطق كأنها مناطق حدودية تهتم بالشكل الأمني ولأغراض إسرائيلية لمنع البناء أو التوسع وعددها "11" منطقة تحتوي على "194" تجمع سكاني ونقصد بتجمع مناطق ذات كثافة سكانية قليلة. وتقع هذه التجمعات داخل المناطق الخاضعة للسلطة الفلسطينية إما تكون على حدود ومشارف المنطقة «أ» أو على تخوم المنطقة «ب».
وكان من المفترض من هذا التوزيع، الذي يقيم الإدارة الفلسطينية على معظم المناطق المأهولة ويعطيها سيطرة محدودة على الموارد الطبيعية والأراضي الزراعية، أن يكون مؤقتا، لأنه وفقا لاتفاقية «أوسلو» الثانية، فإن إعادة انتشار القوات العسكرية الإسرائيلية في مناطق (ج) ونقل مسؤولية الأمن الداخلي للشرطة الفلسطينية في مناطق (ب) و (ج) ستنفذ على ثلاث مراحل، على أن تتم كل مرحلة في فترة أقصاها ستة أشهر وتكتمل خلال 18 شهرا. خلال هذه الفترة، سيتم تحويل الصلاحيات والمسؤوليات المتعلقة بالأراضي تدريجيا إلى السلطة الفلسطينية لتشمل الضفة الغربية وقطاع غزة، باستثناء القضايا التي سيتم التفاوض عليها في مفاوضات الوضع النهائي (القدس، المستوطنات، الحدود، المياه، اللاجئين). ولكن لم تفِ إسرائيل بالتزاماتها، ولم يتم نقل إلا جزء صغير إلى سيطرة الفلسطينيين.
وقد جمدت هذه العملية برمتها بسبب تعنت الحكومات الإسرائيلية المتلاحقة، ومما زاد من تعقيدات الأمور اندلاع انتفاضة الأقصى نهاية عام 2000، ولم تعد مطروحة نهائيا بعد عملية السور الواقي التي إجتاحت فيها الدبابات الإسرائيلية كامل الضفة الغربية وألغت بوجودها العسكري التصنيفات السابقة وأعادت الوضع لما كان عليه قبل «أوسلو» الأولى.

## الفساد والحريات
في مسح للمركز الفلسطيني للبحوث السياسية والمسحية كشفت النتائج أن 71 بالمئة من الفلسطينيين يعتقدون بوجود فساد في مؤسسات السلطة الوطنية الفلسطينية في الضفة الغربية، و57 بالمئة يقولون أن هناك فساد في مؤسسات الحكومة المقالة في قطاع غزة. 34 بالمئة يقولون بأنه لا يوجد حرية صحافة في الضفة الغربية بينما يقول 21 بالمئة بأن هناك حرية صحافة في الضفة الغربية، ويقول 41 بالمئة هناك حرية صحافة «إلى حد ما». ويقول 29 بالمئة من الفلسطينيين بأن الناس يستطيعون انتقاد السلطة الفلسطينية في الضفة الغربية دون خوف.
في جلسة للجنة مجلس النواب للشؤون الخارجية في الكونجرس الأمريكي في 10 يوليو 2012، المعنونة "حكم اللصوص" المزمن: الفساد في المؤسسة السياسية الفلسطينية، قيل أن هناك فساد جدي في المؤسسة السياسية والتبادلات المالية. الخبراء والمحللون والمختصون أدلوا بشهادات تفيد أن هناك فساد بالتبادلات المالية ترتبط بمحمود عباس ونجليه ياسر وطارق، وصندوق الاستثمار الفلسطيني إلى جانب آخرين، بالإضافة إلى محدودية حرية الصحافة، سحق للمعارضة السياسية وحملات ضد المعترضين. ووفقا للنائب ستيف تشابوت، والذي شهد في تلك الجلسة، "تقترح التقارير أن الرئيس الفلسطيني محمود عباس، كما سلفه ياسر عرفات، قد إستخدم موقعه ليخط جيوبه وجيوب حاشيته المقربة الخاصّة، بمن فيهم أبناءه، ياسر وطارق. صندوق الاستثمار الفلسطيني مثلا، كان من المفترض أن يخدم مصالح الفلسطينيين وكان من المفترض أن يكون شفافا، أن تتم محاسبته وأن يكون مستقلا عن القيادة السياسية الفلسطينية. بدلا من ذلك تحيطه مزاعم بالمحسوبية والفساد." بخصوص أبناء عباس، قال تشابوت "بل الأكثر إزعاجا، ياسر وطارق عباس الذين بنيا قدرا كبيرا من الثروة والسلطة الاقتصادية، أثريا أنفسهم بأموال دافع الضرائب الأمريكي. ويزعم أنهم حصلوا على مئات الآلاف من الدولارات عبر عقود مع الالوكالة الأمريكية للتنمية الدولية."."

### الفساد الإداري والمالي

#### فضيحة الأسمنت
في 2006 ظهرت فضيحة الأسمنت وبناء جدار الفصل العنصري، وهي إحدى قضايا فساد كبرى التي شهدتها السلطة الفلسطينية وحركة فتح، فقد صدر عن هيئة الرقابة العامة تقريراً أكد اختفاء أموال ضخمة بلغت حينها ما يقارب 315 مليون دولار. وفي الخامس من شباط العام 2006 كشف النائب العام احمد المغني أن عدد ملفات الفساد المالي التي وصلت إلى النيابة العامة تزيد عن 50 قضية، وان أكثر من 700 مليون دولار أهدرت في قضايا فساد خطير. ولكن لا نستطيع أن نُعد هذا المبلغ هو حجم الفساد الحقيقي، إذ أن النائب العام نفسه توقع أن يكون هناك المليارات من الدولارات قد اختلست.
وشملت القضايا التي أعلن المغني التحقيق فيها، الاختلاس وإساءة الائتمان والنصب والاحتيال والتزوير في أوراق رسمية لأشخاص ذوي مكانة مرموقة.
من خلال الاطلاع على نص وثيقة التحقيق التي قام بها المجلس التشريعي الفلسطيني عبر لجانه المختصة (لجنة الموازنة والشؤون المالية، لجنة الرقابة وحقوق الإنسان، واللجنة القانونية)، بالإضافة إلى قيام لجنة مصغرة مكلفة من رئاسة المجلس التشريعي تتكون من د.حسن خريشة، ود.سعدى الكرنز، وجمال الشاتي. وقد قامت هذه اللجنة بالتحقيق وعقد لقاءات مع العديد من الزعماء في حركة فتح وعلى رأسهم أحمد قريع "أبو العلاء" رئيس الوزراء آنذاك. وشمل التحقيق آخرين ومنهم:
- ماهر المصري وزير الاقتصاد الوطني.
- جميل الطريفى وزير الشؤون المدنية.
- عبد الحفيظ نوفل مدير عام التجارة في وزارة الاقتصاد الوطني.
- شركة قنديل الطريفى للباطون الجاهز ويمثلها جمعة قنديل الطريفى.
- شركة الطريفى للباطون الجاهز ويمثلها جمال الطريفى.
- شركة إنتصار بركة للتجارة العامة ويمثلها يوسف بركة.
- محمد رشيد «خالد سلام» المستشار الاقتصاد للسيد الرئيس، ورئيس شركة الخدمات التجارية الفلسطينية.
- حاتم يوسف مدير عام الجمارك في وزارة المالية.
- عمر الحروب مراقب الشركات في وزارة الاقتصاد الوطني.

وفي النهاية وبعد حصول اللجنة على الوثائق تبين أن شركة LTD الإسرائيلية والتي يملكها زئيف بلنسكي حاولت إستيراد الإسمنت من شركة مصر بني سويف، ولكن بعد تدخل جهات أمنية ولجان مقاومة التطبيع في مصر تم وقف هذه الصفقة مما دفع بلنسكي إلى التحايل واستيراد الإسمنت عبر وسطاء وشركات فلسطينية. وهنا بدأت بعض الشركات الفلسطينية باستصدار اذونات استيراد للإسمنت المصري من وزارة الاقتصاد الوطني، وبلغ مجموع ما تم استصداره من هذه الأذونات ما يقارب 420 ألف طن[36].
وبناءً على طلب السيد جمال الطريفى وزير الشؤون المدنية تم إرسال كتاب إلي مصنع بنى سويف للأسمنت يفيد أن كمية الأسمنت المراد استيرادها هي لصالح مناطق السلطة الوطنية الفلسطينية. ولكن تبين أن كميات الاسمنت التي دخلت السوق الفلسطيني بلغت (33 ألف طن) حسب مصادر وزارة الاقتصاد الوطني ووزارة المالية وهو جزء يسير من مجموع ما تم استصداره من أذونات تقدر بـ (420 ألف طن). وثبت أن وزارة الاقتصاد الوطني إلى منحت أذونات الاستيراد لم تتحقق ولم تتابع دخول الإسمنت إلى أراضي السلطة الوطنية واستمرت بإصدار أذونات استيراد جديدة لنفس الشركات تبين من خلال التحقيق:
- أن رخص إستيراد الاسمنت الصادرة عن وزارة الاقتصاد الوطني لا تحمل تاريخاً محددا لصلاحيتها مما يعطى مجالاً للتلاعب فيها.
- إن وزارة الاقتصاد الوطني لا تملك إحصائيات لمعرفة حاجة السوق للأسمنت وبموجبها تقوم بإعطاء تراخيص الاستيراد.
- إن الكميات المثبتة في أذونات الاستيراد مكتوبة بالأرقام ولم تكتب بالأحرف وهذا يمكن أن يسمح بالتلاعب في الكميات المسموح بها.[8][9][10]

##### تداعيات هذه الصفقة
- حرمان الاقتصاد الفلسطيني من ضرائب الاستيراد حيث تم تحويل ملكية الاسمنت إلى الشركة الاسرائيلية وبذلك تم تحصيل الضرائب الجمركة من قبل الجمارك الإسرائيلية.
- تشويه سمعة الاقتصاد الفلسطيني بتعاونه مع شركات إسرائيلية وتعمل على فتح باب التطبيع الاقتصادي مع «إسرائيل».
- والأخطر من ذلك كله هو المساهمة في بناء الجدار الفاصل والمستوطنات، حيث تم استخدام هذا الاسمنت في بناء الجدار والاستيطان.[11]

## الإعتقال السياسي
منذ نشأة السلطة الفلسطينية لم تتوقف عن سياسية الإعتقال السياسي، تحت ذريعة إحترام إتفاقية أوسلو وحماية أبناء حماس من الاحتلال الصهيوني، لأنه حسب الإتفاقية إذا لم تسجن السلطة الشخص المطلوب للاحتلال فيحق لهذا الاخير اعتقاله.
ووفقاً لبيان أصدرته لجنة أهالي المعتقلين السياسيين، فقد اعتقلت أجهزة السلطة في الضفة خلال شهرين سبتمبر وأكتوبر من عام 2016م، أكثر من 191 وإستدعت 164، كما كثفت وبشكل غير مسبوق من انتهاكاتها بحق طلبة الجامعات بمختلف مدن الضفة.

## التقسيم الإداري
تم تقسيم الضفة الغربية وقطاع غزة تحت السلطة الوطنية الفلسطينية إلى المحافظات التالية:
| اسم المحافظة            | عدد السكان (2005) |
| ----------------------- | ----------------- |
| محافظة جنين             | 256,000           |
| محافظة طوباس            | 46,644            |
| محافظة طولكرم           | 167,873           |
| محافظة نابلس            | 426,873           |
| محافظة قلقيلية          | 94,210            |
| محافظة سلفيت            | 62,125            |
| محافظة رام الله والبيرة | 280,508           |
| محافظة أريحا            | 42,268            |
| محافظة القدس            | 398,333           |
| محافظة بيت لحم          | 174,654           |
| محافظة الخليل           | 524,510           |
| المجموع                 | 2,372,216         |

| اسم المحافظة     | عدد السكان (2005) |
| ---------------- | ----------------- |
| محافظة شمال غزة  | 265,932           |
| محافظة غزة       | 487,904           |
| محافظة دير البلح | 201,112           |
| محافظة خان يونس  | 269,601           |
| محافظة رفح       | 165,240           |
| المجموع          | 1,389,789         |

- أنظر أيضا تقسيم الضفة الغربية الإداري

## النظام السياسي

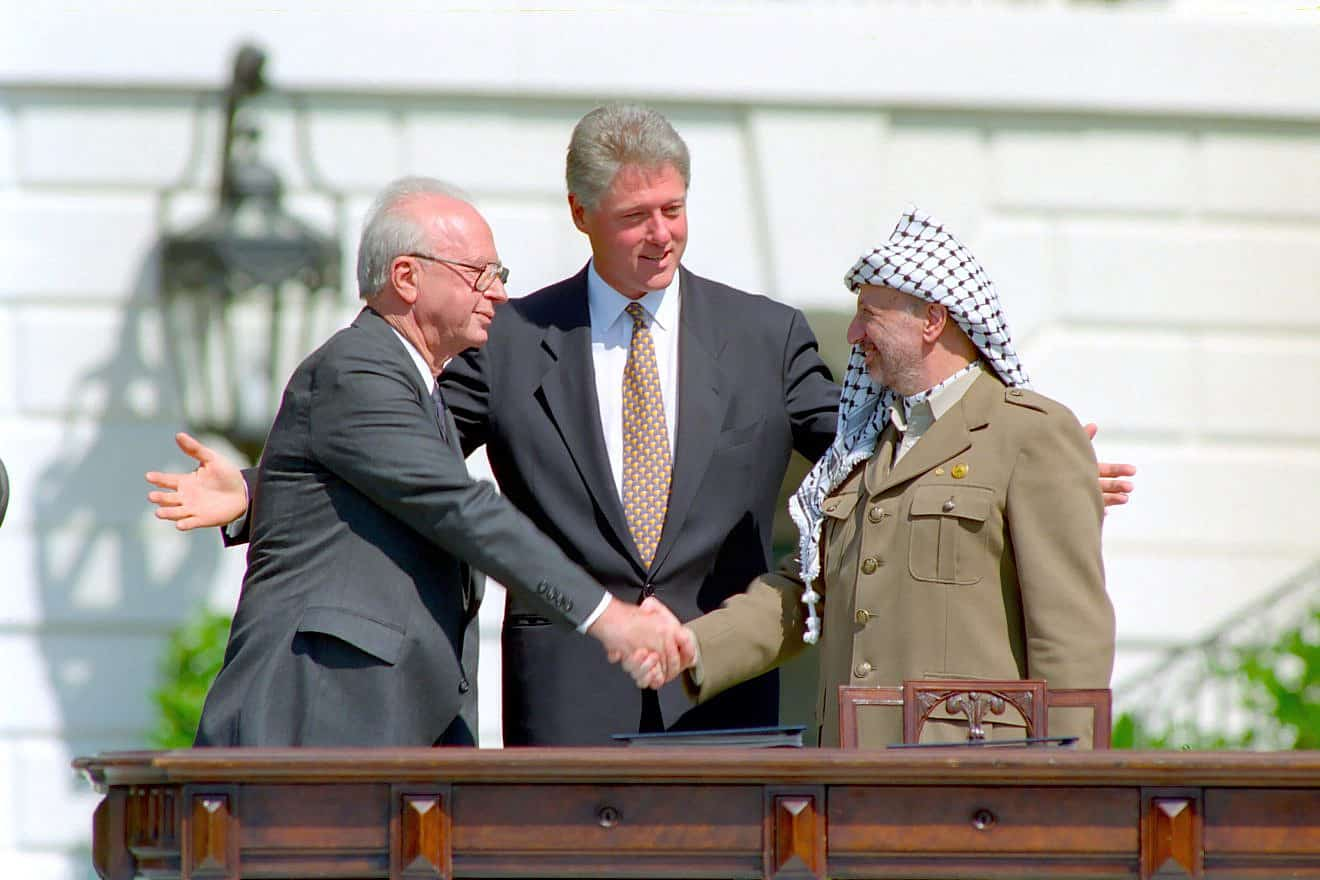
بيل كلينتون بين عرفات ورابين خلال التوقيع على إتفاق أوسلو في واشنطن عام 1993، والذي مهد لتأسيس السلطة الفلسطينية.

تأسست السلطة الوطنية الفلسطينية على أساس إعلان المباديء بين الفلسطينيين والإسرائيليين حول الحكم الذاتي المرحلي في واشنطن 13 سبتمبر 1993، وفي إطاره تم إعطاء الصلاحيات المدنية بشكل مؤقت لحين مفاوضات الوضع النهائي التي كان من المفترض ان تجري بعد 3 سنوات.
يقوم الفلسطينيون في الأراضي الفلسطينية (الضفة الغربية وقطاع غزة) بانتخاب رئيس السلطة الوطنية الفلسطينية وإعضاء المجلس التشريعي الفلسطيني.
يقوم الرئيس بتعيين المدعي العام ويختار رئيس الوزراء ويكون مسؤولا عن قوات الأمن والشرطة الفلسطينية.
يقوم رئيس الوزراء باختيار مجلس الوزراء.

### مهام السلطة
تقوم السلطة الفلسطينية حالياً بعدة مهام من أهمها:
- المهام الأمنية وحفظ الأراضي الفلسطينية.
- إنشاء حكومة وبرلمان شعبيين يمثلان الشعب الفلسطيني.
- التحضير والتفاوض مع الجهات الإسرائيلية لمحاولة الحصول على أكبر حقوق ممكنة للشعب الفلسطيني.

### أجهزة دولة فلسطين

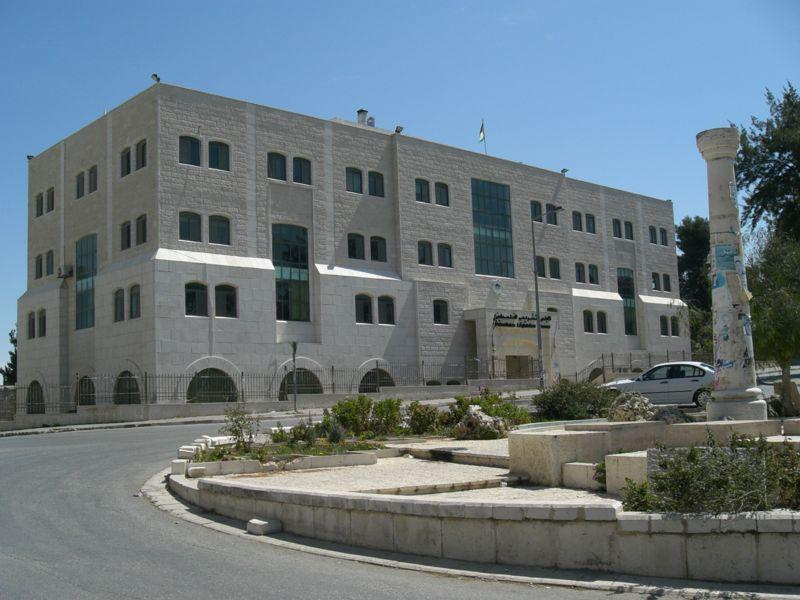
المجلس التشريعي الفلسطيني في رام الله.

تتألف السلطة الفلسطينية من:
- المجلس التشريعي.
- السلطة التنفيذية (الحكومة).
- السلطة القضائية.
- السلطة التشريعية.

### المجلس التشريعي
يقوم المجلس التشريعي بمنح الثقة لرئيس الوزراء ومجلس الوزراء.
يقوم المجلس التشريعي بانتخاب مكتب رئاسة المجلس التشريعي الذي يشمل متحدث باسم المجلس ونائبين له وأمين عام.

### الانتخابات الرئاسية والتشريعية
بالرغم من أن دستور دولة فلسطين ينص على انتخاب رئيس للدولة ومجلس تشريعي بشكل دوري، إلا أن الانتخابات تمت مرتين فقط خلال الفترة بين إنشاء السلطة وحتى عام 2010، الأولى عام 1996 والثانية عام 2006، وفي 24 يناير كانون ثاني عام 2010، حيث أضحى الرئيس الفلسطيني منتهي الولاية، أما المجلس التشريعي طبقا للمادة 47 مكرر من القانون الأساسي الفلسطيني تنتهي ولايته «عند أداء أعضاء المجلس الجديد المنتخب اليمين الدستورية».

## النظام العسكري
ينص البند رقم 8 من اتفاق أوسلو على «إنشاء شرطة فلسطينية من أجل ضمان أمن ونظام الضفة الغربية وقطاع غزة» وبعد دخول السلطة الفلسطينية إلى غزة وأريحا وانتشار الشرطة الفلسطينية فيهما بدأت السلطة الفلسطينية التفكير في إنشاء أجهزة أمن وبعد عدة اتفاقات مع إسرائيل أنشئ جهاز: الأمن الوقائي، الأمن الوطني، المخابرات العامة، حرس الرئيس. يكون الأمن الوطني بمثابة الجيش الفلسطيني، واشترطت إسرائيل على السلطة أن تكون هذه الأجهزة (قوات حفظ أمن داخلي)، ووافقت السلطة على هذا الشرط.

### اتفاق مع إسرائيل للتأسيس وضرب الحركات الإسلامية
وتعود حرية حركة وعمل الأجهزة الأمنية الفلسطينية وأهمها جهازي الأمن الوقائي والمخابرات العامة إلى اتفاق تم التوصل إليه في روما في يناير 1994م، بين محمد دحلان وجبريل الرجوب (الذين أصبحا رئيسي جهاز الأمن الوقائي في قطاع غزة والضفة الغربية) من جهة، وكل من يعقوب بيري رئيس جهاز الأمن العام الإسرائيلي (شين بيت) آنذاك، وأمنون شاحاك نائب رئيس هيئة أركان الجيش الإسرائيلي من جهة أخرى. ولم يكن جهاز الأمن الوقائي واردًا في إتفاقات واشنطن أو القاهرة، ولكن في إتفاق شفوي بين الطرفين. ويرجع اختيار جبريل الرجوب ومحمد دحلان لثقة القادة الفلسطينيين آنذاك وكذلك الثقة الصادرة عن الجيش الإسرائيلي.
وقد توصل الطرفان في ذلك الاجتماع إلى أن إسرائيل سوف تعطي جهاز الأمن الوقائي حرية الحركة والعمل في مختلف المناطق الفلسطينية مقابل أن يقوم الجهاز بحملة واسعة ضد المعارضة الفلسطينية والشبكات الإسلامية آنذاك وخاصة أكبرها وهي حركة المقاومة الإسلامية (حماس).

## الموارد المالية
تعتمد السلطة الفلسطينية في مواردها على الخارج (الدول المانحة)، وعلى عوائد المقاصّة التي تجبيها إسرائيل من عوائد السلع الآتية إلى الضفة والقطاع، وتتحكم في تحويلها للسلطة، وهي تشكل ثلثي دخل السلطة، بالإضافة إلى الضرائب التي تفرضها على السكان في الضفة العربية وقطاع غزة.

## الأعياد والعطلات الرسمية
| التاريخ       | 'المناسبة              |
| 1 يناير       | رأس السنة الميلادية    |
| 6 يناير       | عيد الميلاد الأرثوذكسي |
| 19 يناير      | عيد الظهور             |
| 30 مارس       | يوم الأرض              |
| 10 أبريل      | عيد الفصح              |
| 1 مايو        | عيد العمال             |
| 21 مايو       | عيد الصعود             |
| 15 نوفمبر     | العيد الوطني           |
| 25 ديسمبر     | عيد الميلاد المجيد     |
| 1 محرم        | رأس السنة الهجرية      |
| 12 ربيع الأول | المولد النبوي الشريف   |
| 27 رجب        | الإسراء والمعراج       |
| 1 شوال        | عيد الفطر              |
| 10 ذو الحجة   | عيد الاضحى             |